# نیک پروشویتس
نیک پروشویتس (هلندی: Nick Proschwitz؛ زادهٔ ۲۸ نوامبر ۱۹۸۶) یک بازیکن فوتبال اهل آلمان است.

## باشگاهی
از باشگاه‌هایی که در آن بازی کرده‌است می‌توان به باشگاه فوتبال فادوتس، باشگاه فوتبال برنتفورد، وولفسبورگ، هانوفر ۹۶، تون، لوتسرن، باشگاه فوتبال پادربورن، هال سیتی، بارنزلی، کاونتری سیتی و باشگاه فوتبال سنت ترویدنس اشاره کرد.